# Аніматриця: Історія однієї дитини

## Зміст
Майкл Карл Поппер прокидається у своїй квартирі після дивного сну, в якому він падає з даху. Намагаючись знайти відповідь на сон, він пише в чаті повідомлення, на яке приходить дивна відповідь: «В правді є вигадка, а у вигадці є правда. Щоб дізнатися її, потрібно пожертвувати найдорожчим». «Хто ти? Я тут один?» — пише Майкл, однак не отримує відповіді.
Наступного дня Поппер їде на скейтборді в коледж. На одному з уроків лунає дзвінок його вимкненого мобільного телефона. У трубці голос каже, що за ним йдуть і він повинен утікати. Майкл обертається та бачить у вікні агентів, які спостерігають за ним. Відштовхнувши вчителя, що перегородив дорогу, хлопець побіг по школі, всюди бачачи агентів і зрештою по водостічній трубі досяг даху, на якому була засідка. Тут він зрозумів, що сон був реальністю та стрибнув вниз.
Відбувається похорон Майкла і показують його могилу. Сам він прокидається на кораблі в реальному світі, на нього дивляться Нео і Трініті. Кід дякує Нео за порятунок. Нео каже, що він сам себе врятував.
На чат хлопця приходить відповідь на його питання «Ти не один …»

## Озвучували
- Клейтон Ватсон
- Кіану Рівз
- Керрі-Енн Мосс
- Джон ДеМіта
- Кевін Майкл Річардсон
- Джеймс Арнольд Тейлор